# Kazuki Teshima
Kazuki Teshima (født 7. juni 1979) er en tidligere japansk fodboldspiller.
Han har spillet for flere forskellige klubber i sin karriere, herunder Kyoto Sanga FC.